# Thiago Ojeda
Thiago Ezequiel Ojeda (Buenos Aires, 12 de enero de 2003) es un futbolista argentino que juega como centrocampista en la Cultural y Deportiva Leonesa de la Segunda División de España, cedido por el Villarreal Club de Fútbol.

## Trayectoria
Nacido en Buenos Aires, se formó en el fútbol base del Vélez Sarsfield. El 6 de julio de 2022 firmó por el Villarreal CF tras finalizar su contrato, siendo asignado inicialmente al segundo filial del club. Debutó con el equipo «B» antes que con el «C», entrando como suplente en la segunda mitad de una victoria por 3-0 frente al CD Mirandés en la Segunda División el 3 de septiembre de 2022, partido en el que además anotó un gol.
El 7 de julio de 2023 fue cedido al Club Deportivo Lugo de la Primera Federación. El 7 de julio de 2025 fue cedido a la Cultural y Deportiva Leonesa para disputar la temporada 2025-26 en la Segunda División.

## Clubes
| Club                                  | País   | Año       | Partidos | Goles |
| ------------------------------------- | ------ | --------- | -------- | ----- |
| Villarreal CF "C"                     | España | 2022-2023 | —        | —     |
| Villarreal CF "B"                     | España | 2022-2023 | 5        | 1     |
| Club Deportivo Lugo (cesión)          | España | 2023-2024 | 32       | 1     |
| Cultural y Deportiva Leonesa (cesión) | España | 2025-     | —        | —     |